# Roberto Pruzzo
Roberto Pruzzo (* 1. April 1955 in Crocefieschi) ist ein ehemaliger italienischer Fußballspieler und aktueller -trainer.

## Karriere
Roberto Pruzzo spielte in seiner Profikarriere für den CFC Genua (1973–1978), die AS Rom (1978–1988) und die AC Florenz (1988/89). Seine größten Erfolge feierte er mit der AS Rom, mit der er 1982/83 unter Nils Liedholm Italienischer Meister wurde, viermal die Coppa Italia gewinnen konnte und das Finale im Europapokal der Landesmeister 1984 erreichte. Dieses ging gegen FC Liverpool im Elfmeterschießen verloren, nach 120 Minuten hatte es 1:1 gestanden, das Tor der Römer hatte Pruzzo erzielt.
Pruzzo hatte mit seinen Toren maßgeblichen Anteil an diesen Erfolgen und wurde dreimal italienischer Torschützenkönig (1981, 1982 und 1986). Insgesamt erzielte er in der Serie A 133 Tore; 106 für die AS Rom und 27 für den CFC Genua. In der italienischen Nationalmannschaft kam er zwischen 1978 und 1982 sechsmal zum Einsatz und blieb dabei ohne Torerfolg.
Im Film Keiner haut wie Don Camillo spielte er einen Fußballer.

## Erfolge
Mit seinen Vereinen
- Italienischer Pokalsieger: 1979/80, 1980/81, 1983/84, 1985/86
- Italienischer Meister: 1982/83

Individuelle Erfolge
- Torschützenkönig der Serie A: 1980/81, 1981/82, 1985/86
- Torschützenkönig der Coppa Italia: 1979/80